# (11163) Milešovka
(11163) Milešovka, désignation internationale (11163) Milesovka, est un astéroïde de la ceinture principale.

## Description
(11163) Milesovka est un astéroïde de la ceinture principale. Il fut découvert le 4 février 1998 à l'Observatoire Kleť par Zdeněk Moravec. Il présente une orbite caractérisée par un demi-grand axe de 3,04 UA, une excentricité de 0,15 et une inclinaison de 10,7° par rapport à l'écliptique.

## Compléments